# Totenhütte von Großenrode I

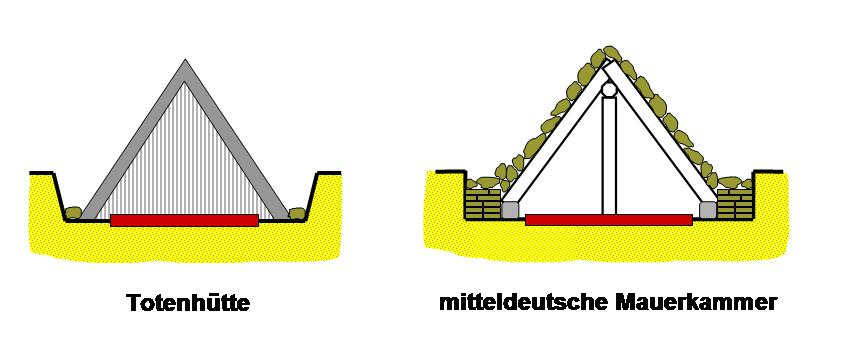
Totenhütte (Bohlenkammer) und Mauerkammergrab

Die 1988 vollständig untersuchte Totenhütte von Großenrode I, einem Ortsteil von Moringen im Landkreis Northeim in Niedersachsen ist eines von zwei Holzkammergräbern, die 60 m voneinander entfernt unmittelbar nördlich des Dorfes, auf der Flur Feldberg lagen.
Die Konstruktion aus Holz und Trockenmauerwerk gehört zu den größten Mauerkammern ihrer Art und weist Beziehungen zum mitteldeutschen Raum auf. Radiokarbondaten und Pfeilbewehrungen aus Feuerstein datieren Großenrode I und II in die Zeit um 3000 v. Chr.
Großenrode liegt etwa 13 km südlich von Odagsen. Der Ausbau der Kreisstraße 425 führte zwischen 1988 und 1990 zu Notbergungen in deren Verlauf die beiden jungneolithischen Kollektivgräber untersucht wurden.

## Beschreibung
Das Erdreich über der Anlage wurde meist ab der Oberfläche, spätestens jedoch unterhalb des Pflughorizontes, quadratmeterweise durchsiebt. Unter dem 23–29 cm mächtigen Pflughorizont folgte die bis zu 24 cm starke, fundführende Schicht. Sie wies eine beinahe gerade Unterkante zum anstehenden Löß auf. Im hellbraunen Bodenmaterial waren zahlreiche Kalk- und Sandsteine eingelagert. Das langgestreckte rechteckige Pflaster der Kammer, die 10,65 × 3,9 m misst und Nordwest-Südost orientiert ist, ist im Planum deutlich erkennbar.
Die Anlage gehört zu den größten, doch zeigen Vergleiche, dass vermutlich nicht die gesamte Steinfläche für Bestattungen zur Verfügung stand. Bei einer Konstruktion vergleichbar den Kammern von Dedeleben und Nordhausen, ist für die längs verlaufenden Trockenmauern jeweils etwa 0,5 m von der Gesamtbreite abzuziehen. Entsprechendes gilt vermutlich auch für die Schmalseiten. Damit kann eine Bestattungsfläche von etwa 2,9 × 9,65 m angenommen werden. Das Grab ist deutlich größer als die Grabanlage Großenrode II (2,65 m × 7,0 m) und – bezogen auf die Bestattungsfläche – vermutlich deutlich größer als die meisten Mauerkammern Mitteldeutschlands.

## Einbauten
Unter dem Pflaster, am südlichen Rand der Kammer, fanden sich zwei ovale Verfärbungen von etwa 60 × 90 cm. Sie erwiesen sich als maximal 10 cm tiefe Gruben mit ebener Sohle. Die dunkelbraune Verfüllung bestand aus Holzkohle, kleinen Steinen, Schwarzerde und vermutlich sekundär eingelagerten Pflastersteinen. Aufgrund der Form und geringen Tiefe wurden sie als Standspuren zweier Steine gedeutet. Die geringe Eintiefung deutet auf Steine von maximal 0,6 m Höhe, die aufgrund ihres niedrigen Schwerpunktes keiner Fundamentierung bedürfen. Es liegen keine Anhaltspunkte auf weitere konstruktive Elemente vor. Die Befunde sowie das Fehlen von Pfostenlöchern und Fundamentgräben lassen sich gut mit der für die Mauerkammer von Nordhausen anempfohlenen zeltartigen Rekonstruktion verbinden.

## Die Pfeilbewehrungen
Unter den Beigaben sind 20 Pfeilbewehrungen (12 Querschneider und acht Spitzen) zu erwähnen. Sie fanden sich, ebenso wie die restlichen Feuersteinartefakte, vorwiegend in der vorderen Kammerhälfte, besonders im gestörten zweiten Viertel der Anlage.
Eine Verbindung zur Trichterbecherkultur (TBK) stellt die Form der überwiegend trapezförmigen, seltener triangulären Querschneider dar. Ihre Schneidenbreite liegt meist zwischen 16 und 19 mm. Die Basisbreite verteilt sich nahezu gleichmäßig zwischen 3 und 11 mm, bei einem Gewicht zwischen 0,5 und 0,9 g. Drei Exemplare haben eine annähernd dreieckige Kontur. Eine lang- bzw. querrechteckige Form besitzt jeweils ein Exemplar.
Überwiegend größer und schwerer, vor allem aber variantenreicher als die Querschneider sind die Pfeilspitzen. Ihre Blattlänge liegt zwischen 19 und 31 mm. Die Breite zwischen 14 und 21 mm und das Gewicht zwischen 0,7 und 3,5 g. Innerhalb des mitteleuropäischen Neolithikums ohne Parallele ist eine Pfeilspitze mit fischschwanzartigem Schaftstiel.
Vergleichbare Pfeilspitzen mit einfachem Stiel finden sich in Siedlungen und Galeriegräbern der Wartbergkultur sowie in Gräbern und Siedlungen der Bernburger- und Salzmünder Kultur (Bornhög, Gotha, Lohberg, Niederbösa und Schönstedt).

## Keramik
Wahrscheinlich in die Bestattungszeit zu datieren sind von den gut 150 geborgenen Keramikfragmenten drei besonders große Rand- und eine verzierte Wandscherbe. Die Übrigen können allgemein als "urgeschichtlich" datiert werden. Die Fragmente streuen über die gesamte Anlage, sind aber in der gestörten Südhälfte besonders zahlreich.

## Tierknochen
Neben Pfeilen und zerscherbter Keramik war den Toten auch Tierzahnschmuck mitgegeben worden (Untersuchung der Tierknochen durch C. Schulze-Rehm, Halle). Die elf durchbohrten Hundereißzähne können Kleiderbesatz oder Teil einer Kette gewesen sein. Ein Zusammenhang mit dem Grab ist bei den imposanten drei Eberhauer und dem Bäreneckzahn nicht gesichert, da es sich um Lesefunde handelt. Im Gegensatz zu den Pfeilspitzen stammen die Hundezähne vornehmlich aus der nördlichen, also hinteren Kammerhälfte. Kein Zusammenhang mit dem Grab, abgesehen von der räumlichen Nähe, zu belegen ist bei den Knochen und Zähnen von Fuchs, Gans, Hühnervogel, Katze, Maulwurf, Schaf/Ziege und Schermaus. Deutungen als Jagdtrophäe bzw. Speisebeigabe oder sind für die Fuchs-, Schaf/Ziegen- und Wild- oder Hauskatzenknochen abgesehen von der räumlichen Nähe möglich. Es kann es sich auch um natürlich verendete Tiere (Maulwurf und Schermaus), oder undatierbaren Siedlungsabfall (Gans und Hühnervogel) handeln.

## Bestattete
Es wurden etwa 5700 Skelettfragmente (15,5 kg) und Leichenbrandreste geborgen (Untersuchungen durch K. Kreutz, M. Pohl und H. Schutkowski). Skelettelemente im anatomischen Verband lagen nicht vor. Es sind alle Altersklassen vertreten. Eine vorläufige Bestimmung geht von mindestens 15 Körperbestattungen aus. Pathologische Veränderungen an einigen Knochen verdeutlichen die alltägliche Belastung der Bestatteten. Im Einzelnen liegen vor: starke Abnutzung der Zähne (Abrasion), Karies, Parodontitis, Wurzelspitzenabseß, intravitaler Zahnverlust, Verdacht auf abgeheilte Hirnhautentzündung und abgeheilte Entzündung der Nasennebenhöhle, Verdacht auf Mundschleimhautentzündung, Arthrose an Wirbeln und einem Großzehengelenk sowie Frakturen an Rippen und einem Wirbel.
Neben der Körperbestattung kommt es in mitteldeutschen Kollektivgräbern bisweilen zur Deponierung von Leichenbrand. Anhand dessen lassen sich mindestens ein Erwachsener und ein Kind nachweisen. Die Konzentration des Leichenbrandes in der Mitte der nördlichen Kammerhälfte weist auf das Areal der ursprüngliche Niederlegung. Birituelle Bestattungsweise findet sich in beiden Gräbern von Großenrode. Sie lässt sich in eine Reihe mit Befunden aus den Gräbern der Bernburger Kultur von Aspenstedt, Bennungen, Dedeleben, Derenburg 1 und 2, Großgottern und Hornsömmern stellen.

## Datierung
Anhand des archäologischen Materials ist nur eine bedingte Datierung möglich. Die Größe der Anlage ist mit denen von Dedeleben, Derenburg 1, Niederbösa, Nordhausen und Schönstedt zu vergleichen, die der Bernburger Kultur (mit partiellem Salzmünder Einfluss) zugeschrieben werden. Auch die Brandbestattung weist eher auf Bernburger als auf Walternienburger Bezüge. Charakteristische Vergleichsfunde konnten lediglich für die gestielten Pfeilspitzen angeführt werden, die aus dem Kontext der älteren und jüngeren Wartbergkultur stammen und mit Salzmünder und Bernburger Funden vergesellschaftet sind. Auffallend ist das Fehlen von Tiefstichkeramik oder scharf profilierten Umbrüchen.
Aus der Anlage liegen zwei 14C-Daten menschlicher Knochen vor (Hv-15766: 4485±85BP; Hv-15767: 4400±85 BP). Unter der Prämisse der Gleichzeitigkeit der Proben ergeben sich zwei Datierungsintervalle mit erhöhter Wahrscheinlichkeit (3310 bis 3230 v. Chr. und 3110 bis 3020 v. Chr.). Letzteres würde der archäologisch gewonnenen Datierung eher entsprechen. Eine spätere Datierung der Mauerkammer (nach 3000 v. Chr.) ist jedoch aufgrund des jüngeren 14C-Datums auch möglich.
Eine klare Aussage zur Chronologie von Großenrode I ist nicht möglich. Die in Grab II greifbaren Bezüge zur Wartbergkultur (innenrandverzierte Schalen im Beigabenspektrum, Kammer mit Seelenloch) weisen auf eine tendenziell frühe Datierung (Kollektivgrabhorizont 1 nach Detlef Walter Müller), während Grab I eher in einen Kontext zur Bernburger Kultur deutet. Damit scheint eine zeitliche Abfolge von Grab II zu Grab I gegen Ende des 4. Jahrtausends wahrscheinlich.